# Peterson Peçanha
Peterson dos Santos Peçanha (n. 11 ianuarie 1980, Rio de Janeiro, Rio de Janeiro, Brazilia) este un fotbalist brazilian retras din activitate, care a jucat pe post de portar la echipe ca Marítimo, Petrolul și Ferreira. După încheierea carierei, a devenit antrenor, și a antrenat, printre altele, Trofense.

## Carieră
Născut în São Gonçalo, Peçanha și-a început cariera de fotbalist la Clube de Regatas do Flamengo, dar nu a jucat în niciun. În 2001 a semnat cu Bangu Atlético Clube, din nou fără a avea vreun impact și astfel transferându-se la América-RJ.
În următorii ani, Peçanha a jucta pentru cluburi modeste: Novo Horizonte, Paui FC și São Raimundo. În 2005 a fost cumpărat de FC Paços de Ferreira din Portugalia, inițial pentru a-l înlocui în viitor pe Pedro das Neves Correi. El a debutat în Primeira Liga împotriva celor de la CD Nacional, meci pierdut 0-1 la data de 21 august 2005. În sezonul 2006–2007, el nu a ratat niciun minut din toate meciurile jucate de Paços de Ferreira. Echipa a terminat pe locul șase, calificându-se pentru Cupa UEFA; el a continuat să fie unul dintre jucătorii importanți ai echipei.
În iulie 2008 Peçanha a schimbat țara din nou, semnând cu Thrasyvoulos FC din Grecia. După un sezon în care echipa a retrogradat, el s-a întors în Portugalia la CS Marítimo în Madeira.
Pe 16 august 2009, a debutat oficial la Marítimo împotriva echipei SL Benfica. El a fost omul meciului, reușind să apere lovitura de pedeapsă executată de Óscar Cardozo, meciul terminându-se 1–1. Echipa a terminat pe locul cinci și s-a calificat în preliminiariile UEFA Europa League.
În 2011 a semnat cu Rapid București, de care se desparte în vara anului 2013, moment în care semnează cu Petrolul Ploiești. La finalul anului 2015, Peçanha se transferă la FC Viitorul.

## Legături externe
- Peterson Peçanha pe footballzz.co.uk
- Profilul lui Peterson Peçanha pe ForaDeJogo
- Profilul lui Peterson Peçanha pe Soccerway